# Таджик-Махалла
Таджик-Махалла (кирг. Тажик-Махалла) — село в Кара-Сууском районе Ошской области Кыргызстана. Входит в состав Кашгар-Кыштакского айылного аймака.

## География
Село расположено в северо-западной части области, вблизи государственной границы с Узбекистаном, на расстоянии приблизительно 8 километров (по прямой) к юго-западу от города Кара-Суу, административного центра района.

## Население
Согласно оценочным данным Национального статистического комитета Кыргызской Республики, численность населения села на начало 2023 года составляла 753 человека.
| год     | 2009 | 2014 | 2015 | 2020 | 2021 | 2023 |
| ------- | ---- | ---- | ---- | ---- | ---- | ---- |
| человек | 542  | 698  | 705  | 713  | 724  | 753  |